# نابغه

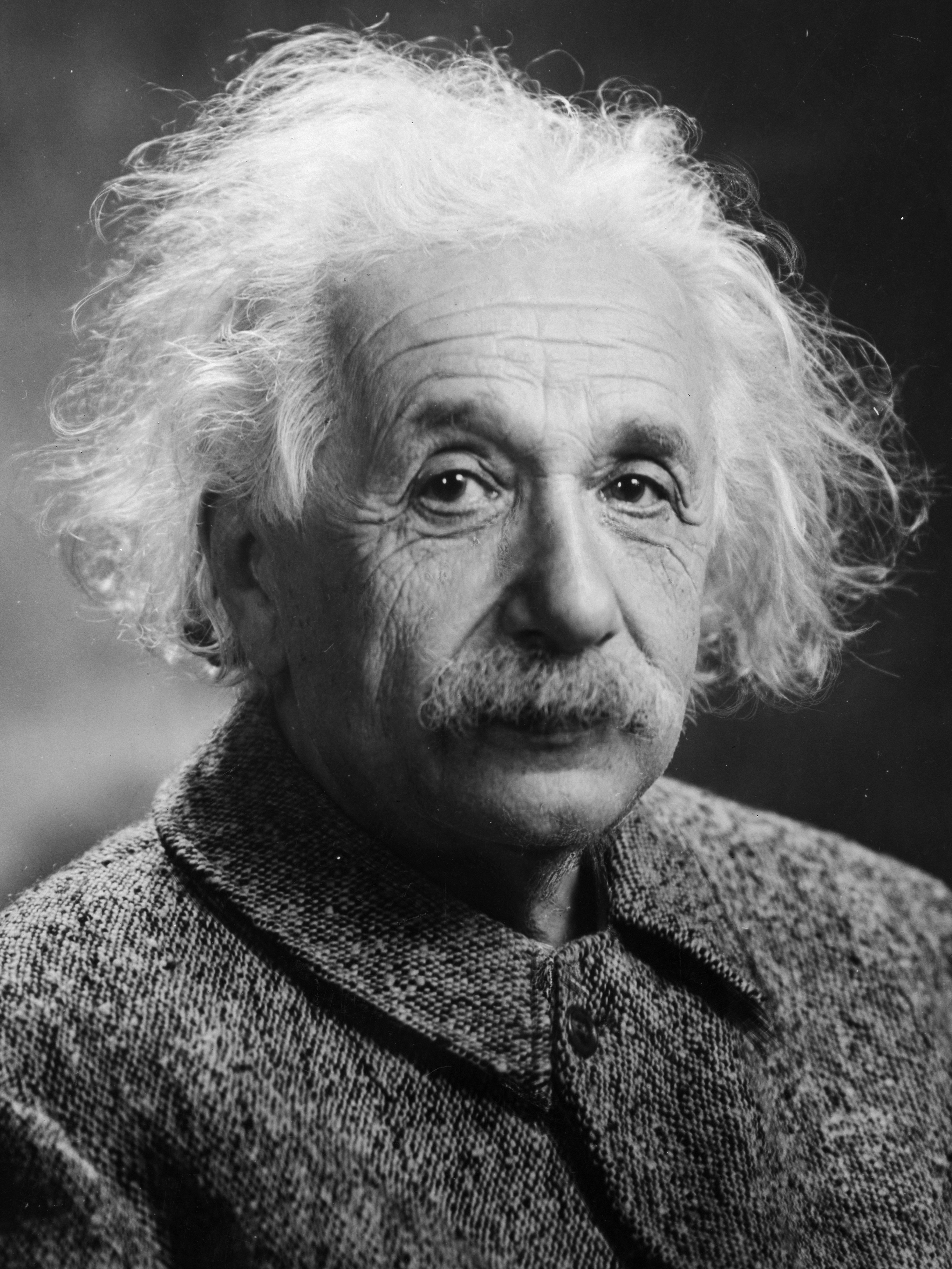
آلبرت اینشتین اکنون به نماد نابغه‌ها تبدیل شده است.

نابغه کسی است که توانایی ارائهٔ یک مقولهٔ استثنایی در زمینهٔ توانمندی‌های ذهنی، آفرینش (خلاقیت) یا نوآوری در کارها را داشته باشد. این مقوله‌ها معمولاً در نوع خود بی‌نظیر یا کم‌نظیر نیز خواهند بود. طبق آخرین پژوهش‌ها، نبوغ را می‌توان به عنوان مجموعه آگاهی‌های انتسابی (ذاتی) اشخاص در هر زمینه‌ای تعریف کرد.
از مشهورترین افرادی که در «فرهنگ عامه» به این نام شناخته شده‌اند، می‌توان به آلبرت اینشتین، نیکولا تسلا، آیزاک نیوتن، لئوناردو داوینچی، استیون هاوکینگ و در شخصیت‌های داستانی به شرلوک هلمز، پوآرو، مایکل اسکافیلد و تونی استارک اشاره کرد.